# Chefferie de Babadjou
La chefferie supérieure Babadjou est une chefferie de premier degré située en pays Bamiléké, département des Bamboutos, dans la région de l'Ouest Cameroun. Elle a à sa tête le roi des Babadjou.

## Histoire
Le peuple Babadjou est issu de l'ancien peuple Bafung qui lui-même appartient à la famille bamiléké d'origine Tikar. Après avoir été chassé des hauts-plateaux de l'Adamaoua par les guerriers musulmans, le peuple Babadjou entame une vaste campagne migratoire qui les conduit dans plusieurs localités dont Foumbot, Bamenkombo, Bagam, Baligam, Bamenda et Bagamgou. Au XVIIe siècle, six hommes et une femme, tous des chasseurs, s'installent autour des Monts Bamboutos, dans le département des Bamboutos, à l'Ouest du Cameroun,.

## Dynastie
Le roi actuel des Babadjou est Kaffo Sambankeing Langevin qui succède à son père, Sambankeing Temgoua Bertrand, mort le 24 mars 2017,.